# Somogyi Gedeon
Somogyi Gedeon (Nemesvámos, 1783. szeptember 23. – Tótvázsony, 1821. december 2.) magyar nyelvész, a nyelvújítás korának jelentős alakja.

## Életpályája
Atyja birtokos nemes ember és református esperes volt. Iskoláit a pápai református kollégiumban végezte, ahol akkor az ifjakat kizárólag a papi pályára képezték. Pozsonyban folytatott jogi tanulmányokat, majd letette Pesten az ügyvédi vizsgát. Veszprém vármegye levéltárnoka lett. Az ezzel járó rendszer szerint, bár jövője iránt még akkor nem határozott, 1805-ben tavasszal rektoriára ment ő is Pákozdra (Fejér vármegye). Itt csak egy évet töltött s mivel ez alatt világi pályához jött kedve, 1806 novemberében a pozsonyi jogakadémiába lépett. Joggyakorlatát is elvégezvén a veszprémi első alispán mellett, letette az ügyvédi cenzurát Pesten, de ügyvédség helyett vármegyei szolgálatba lépett. Az első tisztválasztás alkalmával mindjárt rendes járásbeli esküdtté lett, de a másodiknál egészségi tekintetből a nyugalmasabb levéltárnoki állást vállalta el s ebben maradt haláláig. A mérsékelt nyelvújítás híveként szembekerült Kazinczyval, aki ellen 1813-ban átdolgozta és Mondolat címen megjelentette Szentgyörgyi József debreceni orvos munkáját. A választ Kölcsey Ferenc és Szemere Pál írta meg 1814-ben Felelet a Mondolatra címen. Erre válaszul Somogyi négy évvel később jelentette meg az Értekezés a magyar verselés módjáról és fordításokról című könyvét. Korántsem volt olyan faragatlan deák, aminőnek a Mondolatra írt felelet feltünteti. Szenvedélye volt az irodalom kedvelése s a római, görög, német és francia költőket eredetiben olvasta. A magyar nyelvújítás mozgalmai iránt sem maradt érzéketlen, s bár nem volt ellensége a mérsékelt újításnak, a túlzást rosszalta. Ez bírta rá, hogy a Mondolatot, amelynek egy írott példánya történetesen jutott kezéhez, kibővítse és többek buzdítására sajtó alá adja. A röpiratnak Mondolat című része eredetileg nem tőle való, hanem Debrecenben készült. Ismeretes a nagy felzúdulás, amit az irodalomban a Mondolat támasztott; az ortológusok ujjongva fogadták, Kazinczy és hívei pedig felháborodással. S. Petronius-fordításához (1819) fűzte válaszát, amelyben sokkal komolyabb és készültebb ellenfélnek bizonyult, mint amilyennek ellenfelei vélték; a Mondolat torzképét maga Somogyi is rosszallta. Egyébként a röpiratnak megvolt a hatása, mert az újítók túlzásait lehűtötte.
1821. december 2-án, Tótvázsonyban hunyt el gümőkórban.

## Művei
- Mondolat, Régi Magyar Könyvtár 10., Budapest, 1898

## Emlékezete
- A nemesvámosiak a nyelvész születésének 200. évfordulóján helyezték el a fehér márványból készült emléktáblát feltételezett szülőházának, a református lelkészi hivatalnak a falán.

## Lásd még
- Mondolat